# Carlo Maria Polvani

Wappen von Carlo Maria Polvani

Carlo Maria Polvani (* 28. Juli 1965 in Mailand) ist ein italienischer römisch-katholischer Geistlicher und Kurienerzbischof.

## Leben
Carlo Maria Polvani besuchte das Istituto Leone XIII in Mailand und das Collège Stanislas in Montreal. Anschließend studierte er Biochemie an der McGill University in Montreal, wo er 1985 den Bachelor of Science (B.Sc.) erwarb und 1990 promoviert (Ph.D.) wurde. 1993 schloss Polvani an der Weston Jesuit School of Theology in Cambridge, Massachusetts das Studium der Katholischen Theologie mit dem Master of Divinity ab und 1996 erwarb er an der Päpstlichen Universität Gregoriana in Rom das Lizenziat im Fach Kanonisches Recht. In dieser Zeit war er Alumne des Päpstlichen Lombardischen Priesterseminars.
Polvani empfing am 14. Februar 1998 durch den Erzbischof von Mailand, Carlo Maria Kardinal Martini SJ, das Sakrament der Priesterweihe für das Erzbistum Mailand. Anschließend besuchte er die Päpstliche Diplomatenakademie. Im Juli 1999 trat Carlo Maria Polvani dem diplomatischen Dienst des Heiligen Stuhls bei und wurde an die Apostolische Nuntiatur in Mexiko entsandt. Ab 2001 war er im Staatssekretariat des Heiligen Stuhls als Verantwortlicher der Büros für Information und für Technik sowie als Vertreter des Heiligen Stuhls beim Government Advisory Committee of the Internet Corporation for Assigned Names and Number (ICANN) tätig. Im Jahr 2013 erhielt er den Ehrentitel eines Päpstlichen Ehrenprälaten. 2015 wurde Polvani zudem Mitglied der Kommission zur Reform der vatikanischen Medien.
Am 26. Juli 2019 bestellte ihn Papst Franziskus zum beigeordneten Untersekretär des Päpstlichen Rates für die Kultur. Nach dessen Auflösung am 5. Juni 2022 war Polvani als Untersekretär am Dikasterium für die Kultur und die Bildung tätig. Am 12. Januar 2025 ernannte ihn Papst Franziskus zum Titularerzbischof von Regiae und zum Sekretär des Dikasteriums für die Kultur und die Bildung. Der Präfekt des Dikasteriums für die Kultur und die Bildung, José Tolentino Kardinal Calaça de Mendonça, spendete ihm am 14. Februar desselben Jahres in der Pfarrkirche San Damaso in Rom die Bischofsweihe; Mitkonsekratoren waren der emeritierte Präsident des Governatorates der Vatikanstadt, Giuseppe Kardinal Bertello, und der Sekretär des Dikasteriums für die Kultur und die Bildung, Kurienbischof Paul Tighe. Polvani wählte den Wahlspruch Sunt quia vides („Sie sind, weil sie sehen“).